# Рольфс, Герхард (филолог)
Ге́рхард Рольфс (нем. Gerhard Rohlfs; 14 июля 1892, Берлин — 12 сентября 1986, Тюбинген) — немецкий филолог, специалист по итальянским диалектам и романским языкам.

## Биография
Окончил среднюю школу в Кобурге. Затем изучал романские языки и литературу и классическую филологию в Берлинском университете. В 1919 году защитил диссертацию. В 1921 году разработал независимый, эффективный метод записи и транскрибирования диалектов, который совершенствовал на протяжении всей своей жизни. В 1922 году опубликовал своё первое исследование итальянских диалектов на тему диалектов Калабрии. На основе собственных полевых исследований он доказал гипотезу Джузеппе Морози о том, что южноитальянский греческий язык восходит не к византийскому периоду, а к эпохе Великой Греции — по итогам этого исследования был признан специалистами одним из величайших лингвистических географов своего времени. С 1926 по 1938 год — профессор в Тюбингенском университете, с 1938 года — Мюнхенского университета. С 1931 по 1954 год — редактор романского отдела научного издания Archiv für das Studium der neueren Sprachen und Literaturen. В период нацизма Рольфс был лоялен существовавшему политическому режиму, руководил недавно созданным Департаментом германо-романских отношений, а также входил в состав отдела Немецкой академии в Мюнхене, который занимался преимущественно составлением биографий. Тем не менее высказывал сомнения в справедливости нацистской расовой теории, а в 1944 году открыто высказал сомнения в возможности победы Германии во Второй мировой войне, за что был отстранён от преподавания и смог вернуться к нему лишь после военного поражения режима в 1945 году. В 1957 году вышел на пенсию и вернулся в Тюбинген, где работал в качестве почётного профессора до 1971 года. Скончался в Тюбингене 12 сентября 1986 года.
Под руководством Герхарда Рольфса были подготовлены к защите 52 диссертации, в том числе Курта Вайса, Вильгельма Теодора Эльверта, Генриха Лаусберга и Рудольфа Бера.

## Научные интересы
Сферой основных научных интересов Рольфса была итальянская диалектология и этимология, хотя он занимался и другими романскими языками — Рольфс опубликовал монографии по арагонскому, гасконскому, ретороманскому, румынскому и сардинскому языкам.

## Основные сочинения
- Dizionario dialettale delle Tre Calabrie (3 тома, 1933—1939)
- Historische Grammatik der Italienischen Sprache und ihrer Mundarten (3 тома, 1949—1954, итальянский перевод под названием Grammatica storica della lingua italiana e dei suoi dialetti, 1966—1969)
- An der Quellen der romanischen Sprachen (1952, итальянский перевод под названием Studi e ricerche su lingua e dialetti d’Italia, 1990)
- Vocabolario dei dialetti salentini (3 тома, 1956—1961)
- Neue Beiträge zur Kenntnis der unteritalienischen Gräzität (1962; обновлённое и дополненное итальянское издание под названием Nuovi scavi linguistici nell’antica Magna Grecia, 1972)
- Lexicon Graecanicum Italiae Inferioris. Etymologisches Wörterbuch der unteritalienischen Gräzität (1964)
- Vocabolario supplementare dei dialetti delle Tre Calabrie (2 тома, 1966—1967)
- Dizionario toponomastico e onomastico della Calabria. Prontuario filologico-geografico della Calabria (1974)
- Nuovo dizionario dialettale della Calabria (1977)
- Supplemento ai vocabolari siciliani (1977)
- Historische Grammatik der unteritalienischen Gräzität (1950; обновлённое и дополненное итальянское издание, 1977)
- Dizionario dei cognomi e soprannomi in Calabria: repertorio storico e filologico (1979)
- Calabria e Salento. Saggi di storia linguistica (1980)
- Dizionario storico dei cognomi della Sicilia orientale. Repertorio storico e filologico (1984)
- Soprannomi siciliani (1984)
- Von Rom zur Romania. Aspekte und Probleme romanischer Sprachgeschichte (1984)
- Dizionario storico dei cognomi in Lucania. Repertorio onomastico e filologico (1985)
- Antroponimia e toponomastica nelle lingue neolatine. Aspetti e problemi (1985)
- Studi linguistici sulla Lucania e sul Cilento (посмертно, 1988)